# 1948 en photographie
| Années de la photographie : 1945 - 1946 - 1947 - 1948 - 1949 - 1950 - 1951    |
| Décennies de la photographie : 1910 - 1920 - 1930 - 1940 - 1950 - 1960 - 1970 |

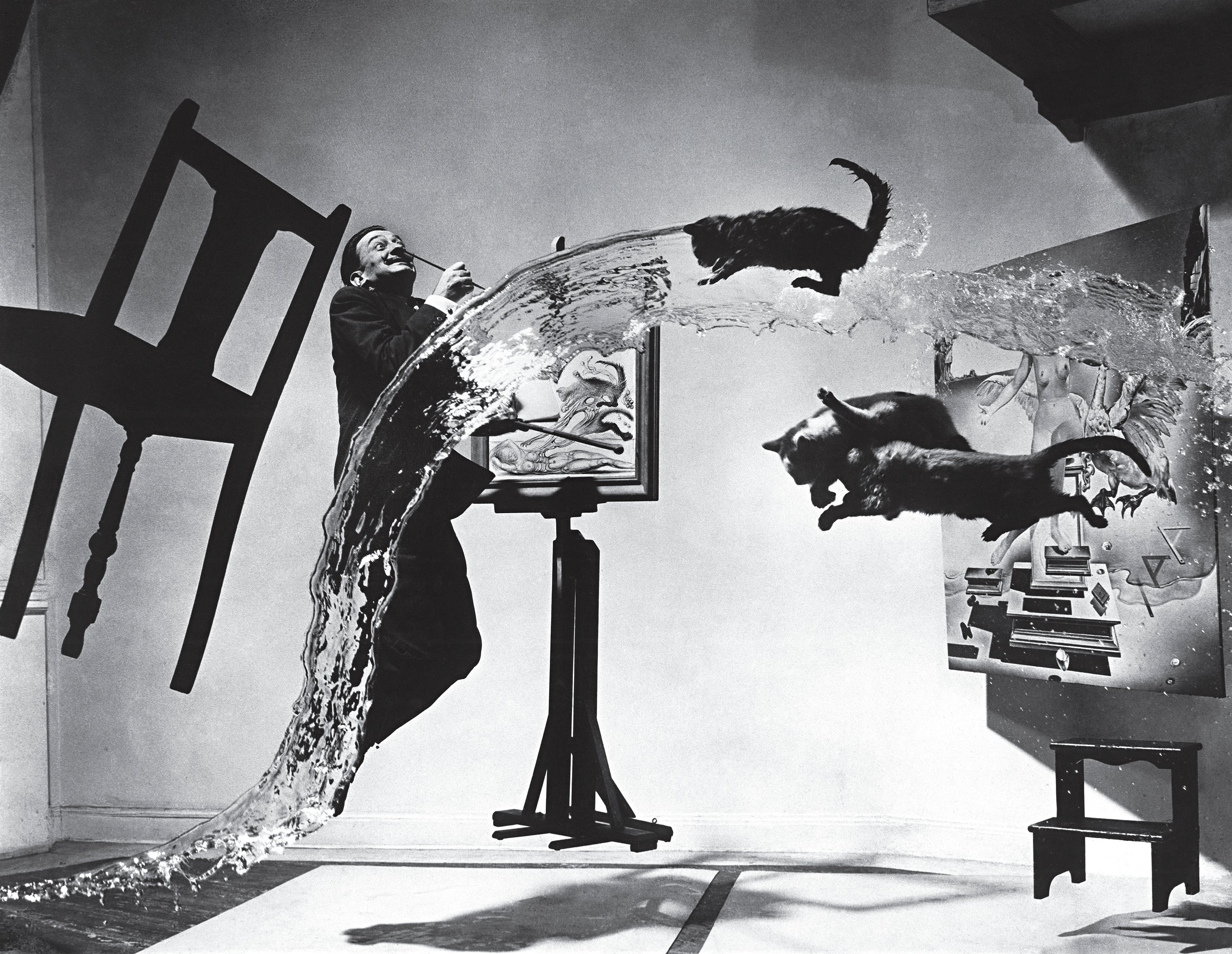
Philippe Halsman, Dali Atomicus.

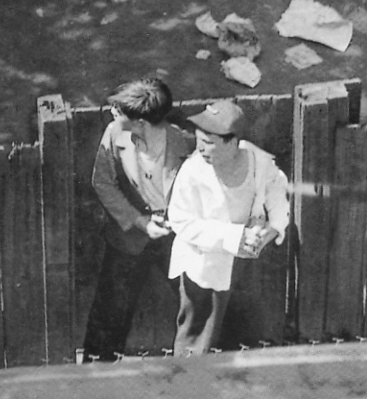
Frank Cushing, Boy Gunman and Hostage.

Cet article présente les faits marquants de l'année 1948 en photographie.

## Événements
- 26 novembre : mise sur le marché chez Jordan Marsh à Boston du premier appareil photographique instantané, le  « Polaroïd Model 95 »[1].
- 19 décembre : création de la Fédération italienne des associations photographiques (Federazione Italiana Associazioni Fotografiche), qui réunit la majorité des clubs photographiques d'Italie ; son siège est à Turin.
- Fabrication des premiers semflex par Paul Royet.
- Création en France de la marque d'appareils et accessoires photographiques Demilly.
- Disparition en France de la FAP (Fabrique d'Appareils photographiques), marque d'appareils et d'accessoires photographiques.

## Photographies notables
- Philippe Halsman, Dali Atomicus (en) : photographie mettant en scène Salvador Dalí, publiée dans Life[2],[3].
- Willy Ronis, Marie-Anne : photographie de sa femme Marie-Anne Lansiaux lors de sa toilette ; publiée par l'agence Rapho, elle connaît un important succès et a été comparée à une peinture de Bonnard[4].

## Livres de photographies
- (en) Henri Cartier-Bresson, Beautiful Jaipur, The Information Bureau, Government of Jaipur[5].
- Louise Rosskam et Edwin Rosskam, Towboat river, New york, Duell, Sloan and Pearce, 295 p. : livre de photographies consacré à la vie sur le Mississippi.
- Études de nus, Paris, Éditions du Chêne : 24 photographies de Brassaï, Nora Dumas, Émeric Feher, Pierre Jahan, Ergy Landau, Liu-Shu Chang, Philippe Pottier, Jeanne Robert, Séeberger, Emmanuel Sougez.

## Études, essais, articles
- Anatole Jakovsky, Les Premiers livres illustrés par la photographie d'après nature. Conférence faite au dîner du Vieux Papier, le 21 décembre 1948, Paris, 14 p.

## Expositions
- 15 - 26 juin : Le livre illustré par la photographie, Cercle de la librairie, Paris[6].
- juin : Raymond Burnier, Visages de l'Inde médiévale, Galerie de Pierre Berès, Paris[7].

## Festivals et congrès photographiques
- 3e Salon national de la photographie, Bibliothèque nationale, Paris[8].

## Prix et récompenses
- Prix Pulitzer de photographie : Frank Cushing  pour un photographie publiée dans le Boston Evening Traveller sous le titre Boy Gunman and Hostage, montrant un garçon de 15 ans qui retient un autre garçon en otage dans une ruelle en le menaçant d'un révolver.

## Naissances
- 8 janvier : Francis Latreille, photographe franco-américain.
- 3 février : John Vink, photographe belge.
- 7 février : Roland Castro, photographe belge liégeois, mort le 3 août 2005.
- 13 avril : Brian Griffin, photographe britannique connu comme portraitiste et pour son travail dans l'industrie musicale, mort le 29 janvier 2024.
- 21 juin : Susan Meiselas, photojournaliste américaine, membre de l'agence Magnum.
- 9 juillet : Pierre Le Gall, photographe français, lauréat en 1972 du Prix Niépce.
- 28 août : Jean Gaumy, photographe français, membre de l'agence Magnum, peintre officiel de la Marine en tant que photographe.
- 12 septembre : Robert Pujade, critique et historien de la photographie français.
- 13 septembre : Emil Ciocoiu, peintre et photographe roumain, mort le 1er août 2020.
- 6 octobre : Anwar Hossain, photographe bangladais, mort le 1er décembre 2018.
- 21 novembre : Mick Rock, photographe britannique, mort le 18 novembre 1921.

Date précise inconnue ou non renseignée
- Dennis Adams, artiste et photographe américain.
- Esaias Baitel, reporter-photographe et documentariste suédois.
- Sirkka-Liisa Konttinen, photographe finlandaise active en Grande-Bretagne.
- Tetsu Iida, photographe japonais.
- Christian Milovanoff, photographe français.
- André Rouillé, universitaire français, historien et théoricien de la photographie, des images, de l'art contemporain et d'internet. {† 7 mai 2025).
- Daniel Storz, photographe et artiste plasticien belgo-suisse.
- Jean Turco, photographe français spécialisé dans le  nu et le portrait, auteur d'ouvrages sur la pratique de la photographie.

## Décès en 1948
- 21 janvier : Tomaso Filippi, photographe italien, né le 26 mars 1852.
- 16 janvier : Rudolf Lehnert, photographe allemand naturalisé français, né le 13 juillet 1878.
- 14 février : Hugo Erfurth, photographe allemand, né le 14 octobre 1874.
- 14 avril : Guillermo Kahlo, photographe mexicain d'origine allemande, né le 26 octobre 1871.
- 1er mai : David Chterenberg,  peintre, graphiste et photographe russe d'origine ukrainienne, né le 26 juillet 1881.* 27 juillet : Carle Naudot, ethnologue et photographe amateur français, né le 26 février 1880.
- 8 juin : Marthe Nadar, photographe française, née le 8 mai 1912.
- 7 octobre : Léon Gimpel, photographe et photojournaliste français, né le 13 mai 1873.
- 22 octobre : Guillaume de Jerphanion, jésuite français, missionnaire en Turquie et photographe, né le 3 mars 1877.
- 4 novembre : Shinzō Fukuhara, photographe japonais, né le 25 juillet 1883.
- 18 novembre : William James, photographe britannico-canadien, né en 1866.

- Date précise inconnue ou non renseignée :
  - Gustavo Freudenthal, photographe allemand actif à Saragosse, né en 1869.
  - Gregorio González Galarza, photographe espagnol acif à Saint-Sébastien, né en 1869.
  - Eugène Lemaire, photographe pictorialiste belge, né le 3 juillet 1873.
  - Minoru Minami, photographe japonais, né en 1887.

## Célébrations
Centenaire de naissance
- Joseph Barco
- Jules David
- George Edward Dobson
- Rudolf Dührkoop
- Émile Frechon
- Zenón Quintana
- Henri Rebmann
- Jules Richard

Centenaire de décès
- Robert Adamson